# Медовець блідий
Медо́вець блідий (Lichmera incana) — вид горобцеподібних птахів родини медолюбових (Meliphagidae). Мешкає на Новій Каледонії та на островах Вануату.

## Опис
Довжина птаха становить 13-17 см, самці дещо більші за самиць. Верхня частина тіла тьмяна, зеленувато-коричнева, нижня частина тіла сіра з оливковим відтінком. Щоки сріблясто-сірі, тім'я темно-сіре. Дзьоб чорний, токий і вигнутий, пристосований до споживання нектару. Лапи сизі. Забарвлення молодих птахів блідіше, сріблясті плями на щоках у них відсутні.

## Підвиди
Виділяють п'ять підвидів:
- L. i. incana (Latham, 1790) — Нова Каледонія;
- L. i. poliotis (Gray, GR, 1859) — острови Луайоте;
- L. i. mareensis Salomonsen, 1966 — острів Маре;
- L. i. griseoviridis Salomonsen, 1966 — центральне Вануату;
- L. i. flavotincta (Gray, GR, 1870) — острів Ерроманго.

## Поширення і екологія
Бліді медовці живуть в різномінітних природних середовищах, які включають в себе савани, тропічні ліси, мангрові ліси, чагарникові зарості і сади.

## Поведінка
Бліді медовці живляться нектаром і пилком квітів. Також вони живляться комахами і павуками, яких шукають серед рослинності або ловлять в польоті. Сезон розмноження триває з жовтня по лютий. Гніздо сплітається з трав і рослинних волокон, скріплюється павутинням, розміщується в розвилці гілок на дереві або серед чагарників. В кладці 2 білих яйця, поцяткованих червонуватими плямками. Інкубаційний період триває 14 днів, пташенята покидають гніздо на 12 день.